# Laudanova
Laudanova è un ensemble musicale fondato da Tullio Visioli nel 1990 che riunisce strumenti d'orchestra e strumenti dell'area Mediorientale. Esegue concerti di musica classica, antica e di ispirazione orientale, oltre brani di musica leggera composti dagli stessi membri del gruppo. Ha inciso due album Luce della luce (1999), Il tempo e i silenzi (2004).

## Storia e stile del gruppo
L'ensemble Laudanova si è formato nei primi anni Novanta e si è esibito per la prima volta Strasburgo, in occasione di un concerto dedicato alla musica italiana antica.
In quel periodo tuttavia non era ancora presente la ricerca musicale e compositiva, in quanto inizialmente il gruppo eseguiva brani classici, di autori medievali. A partire dal 1992 il gruppo ha consolidato il suo stile, eseguendo soprattutto brani di sentimento religioso e mistico riunendo insieme sonorità e stili attinti dalla letteratura musicale e dalla tradizione orale. Permangono però nelle composizioni rimandi all'età antica, come i canti a cappella o i testi in latino.

Dall'inizio della sua attività l'ensemble si è esibito in varie città italiane come Roma e Bologna; e all'estero come a New York, Nizza e Parigi e ha registrato per Radio Vaticana, WNYC Radio di New York .
In occasione della rassegna Medioevi Paralleli al castello di Montegiove in Umbria, il gruppo ha registrato proprio nella biblioteca del castello i dieci brani che formano il primo album Luce della luce pubblicato nel 1999.
L'anno successivo l'ensemble si è riunito nuovamente a Montegiove per la registrazione di un secondo album (Il tempo e i silenzi). La raccolta dei brani verrà però pubblicata solamente nel 2004 e in questo caso il disco si distacca dalla dimensione medievale per spostarsi verso quella orientale e moderna. Nel disco infatti convivono pezzi strumentali basati sull'improvvisazione e pezzi di musica leggera.

## Formazione
La formazione è composta tradizionalmente da sette elementi, tutti di Roma con l'eccezione del nizzardo iraniano Zia Mirabdolbaghi. Ogni componente suona almeno uno strumento e i brani sono in genere cantati da Tullio Visioli o da Giovanni Sorgente. Nel corso degli anni, ci sono stati fra gli altri contributi corali, contributi solistici da parte del soprano Paola Munari e contributi strumentali da parte di Sigieri Diaz Della Vittoria, secondo dâf dell'ensemble.
I brani eseguiti dell'ensemble sono in genere firmati dagli stessi componenti di Laudanova. Tullio Visioli e Riccardo Crinella hanno scritto e arrangiato la maggior parte dei pezzi strumentali e vocali; vi sono anche i contributi di Zia Mirabdolbaghi, Pierparolo Benigni e Giovanni Sorgente.
In ordine alfabetico: Gianfranco Benigni - violoncello; Pierpaolo Benigni - Dâf, Udu; Elisabetta Crinella - flauto traverso; Riccardo Crinella - chitarra, Laud, Saz; Zia Mirabdolbaghi - Zarb; Giovanni Sorgente - voce, Toun Toun, Sruti box; Tullio Visioli - voce, Flauti Dolci, organo, Harmonium.